# پورفیریو دیاز
خوسه د لا کروس پورفیریو دیاز موری (اسپانیایی: José de la Cruz Porfirio Díaz Mori) یک داوطلب در دوران جنگ آمریکا و مکزیک، یک قهرمان جنگ در زمان مداخله فرانسه، یک ژنرال کامل و رئیس‌جمهور مکزیک به‌طور مداوم از سال ۱۸۷۶ تا سال ۱۹۱۱ میلادی بود، با استثنای کوتاه مدت در سال ۱۸۷۶ میلادی زمانی که او «خوان مندس» را به عنوان رئیس‌جمهور موقت برگزید، و از ۱۸۸۰ تا ۱۸۸۴ میلادی که به مدت چهار سال رئیس‌جمهوری را به متحد سیاسی خود «مانوئل گونسالس» واگذار کرد. دیاز به‌طور معمول در گفتار تاریخدانان یک دیکتاتور در نظر گرفته می‌شود، او یک چهره جنجالی در تاریخ مکزیک است.
دوره رهبری او، کشورش مکزیک را با ثبات داخلی (شناخته شده به عنوان «پاس پورفیریانا»)، نوسازی و رشد اقتصادی قابل توجهی مواجه کرده بود. با این حال، رژیم دیاز به تدریج به خاطر سرکوب و تداوم سیاسی نامحبوب شد تا آنجا که در دوران انقلاب مکزیک، پس از آن که او رقیب انتخاباتی خود را (فرانسیسکو مادرو) زندانی کرده بود و خود را برنده دوره هشتم انتخابات رئیس‌جمهوری اعلام کرده بود، از قدرت با استعفای خود سقوط کرد. سال‌های حکومت دیاز در مکزیک به عنوان «پورفیریاتو» نامیده می‌شود.

## زندگی‌نامه
پورفیریو دیاز در تاریخ ۱۵ سپتامبر ۱۸۳۰ میلادی در شهر اوآخاکا، در مکزیک از یک مادر بومی و یک پدر کریاویو به دنیا آمد. پدر او، «خوسه د لا کروس»، صاحب یک مسافرخانه بود و در زمانی که پورفیریو نوزاد بود از دنیا رفت.
در سال ۱۸۴۶ میلادی زندگی دیاز به‌طور غیرمنتظره، زمانی که او تصمیم گرفت که پس از وقوع جنگ آمریکا و مکزیک به نیروهای مسلح بپیوندد تغییر کرد. در سال ۱۸۵۰ میلادی، با الهام از بنیتو خوارس، دیاز وارد مؤسسه علم شد و مدتی از زمان خود را صرف تحصیل در رشته حقوق کرد. دیاز با کار کردن در رشته‌های مختلف، حرفه خود را در سال ۱۸۵۵ میلادی وقتی به یک گروه مسلّح که ضد سانتا آنا کار می‌کرد کشف کرد و بنابراین، زندگی خود را به عنوان یک مرد نظامی آغاز کرد
دیاز در ارتش باقی‌ماند و در حمله فرانسه به مکزیک برای کشورش جنگید. در نهایت در سال ۱۸۷۶ و تا سال ۱۹۱۱ میلادی رئیس‌جمهوری مکزیک بود. در تاریخ ۲۵ مه ۱۹۱۱ میلادی در طول انقلاب مکزیک مجبور به استعفا شد و در تاریخ ۳۱ مه ۱۹۱۱ میلادی از مکزیک به سوی اسپانیا خارج شد. دیاز در تاریخ ۲ ژوئیه ۱۹۱۵ میلادی در شهر پاریس در فرانسه درگذشت.

## نامه دیاز به مجلس نمایندگان مکزیک برای استعفا
وزرای محترم مجلس نمایندگان، حاضر
مردم مکزیک، این مردم است که سخاوتمندانه افتخارات بسیاری به من داده‌است، که مرا طول جنگ مداخله رهبر خود اعلام کرد، که پا به پای من میهن پرستانه در همه کارهای انجام شده برای پیشرفت صنعت و تجارت این جمهوری تلاش کرد، همین مردم، آقایان وزرا، در گروه‌های هزاره و مسلح دست به شورش زده‌اند، با ابراز این که حضور من در سمت قدرت اجرایی عالی، دلیل شورش آنان است
من هیچ آگاهی از واقعیتی که بشود به انگیزهٔ این پدیده اجتماعی نسبت داد ندارم، اما با دادن اجازه، بدون اینکه امتیازی به این پدیده داده شود، که ممکن است که من به‌طور ناخودآگاه گناه کار باشم، که این امکان باعث نمی‌شود که شخص من هدف عمدی برای استدلال و سخن گفتن در گرداگرد مجرمیت خود باشم
به این ترتیب، با احترام، همان‌طور که همیشه به ارادهٔ مردم احترام گذاشته‌ام و در چارچوب ماده ۸۲ قانون اساسی فدرال، من خدمت نمایندگان عالی کشورآمده‌ام تا بدون هیچ شرطی کناره‌گیری خود را از سمت رئیس‌جمهور در چهارچوب قانون اساسی این جمهوری ارائه کنم، همان سمتی که مردم این کشور افتخار آن را به من داده بودند؛ و این کار را به دلایل بیشتری انجام می‌دهم، که اگر بخواهم این سمت را حفظ کنم نیاز به ریختن خون مکزیکی بیشتری هست، که این خود به از بین بردن اعتبار این کشور، هدر دادن ثروت آن، بیم منابع آن و افشای سیاست آن به درگیریهای بین‌المللی می‌انجامد
آقایان وزرا من امیدوارم، که یک بار که این احساسات که همراه هر انقلاب هست آرامش پیدا کند، مطالعه دقیق تر و با بررسی درست در آگاهی ملی بوجود بیاید، یک ارزیابی درست که به من اجازه بدهد در هنگام مرگ، نزد آنان در عمق روح خود به‌طور عادلانه یک عشق همانند آن که من به هم میهنانم دارم و خواهم داشت، داشته باشند
با تمام احترام، مکزیک، ۲۵ مه ۱۹۱۱ , (امضاء شده: پورفیریو دیاز)